# کم‌کاری تیروئید
هیپوتیروئیدی (Hypothyroidism) یا کم‌کاری غده تیروئید در بین بیماری‌های غده درون‌ریز شایع‌ترین بیماری پس از دیابت است. به زبان ساده این بیماری هنگامی ایجاد می‌شود که غده تیروئید نتواند به اندازه نیاز بدن هورمون تولید کند. هورمون غده تیروئید تری یدوتیرونین (T۳) و تیروکسین (T۴) است. این هورمون‌ها وظیفه تنظیم مصرف انرژی، تولید گرما و تسهیل رشد در بدن را برعهده دارند. بیماری در زنان سه برابر شایع‌تر از مردان است.

## علائم بالینی
ضعف و خستگی، خواب‌آلودگی، پوست خشک، خشن و سرد، عدم تحمل به سرما، کاهش تعریق، برادی کاردی یا کندتپشی، زبان بزرگ، ادم (ورم) صورت (میکسدم)، فراموشکاری، یبوست، افزایش وزن، اختلالات قاعدگی، سقطهای مکرر، تاخیر در رفلکسها، کم‌خونی و درد مفاصل و عضلات. بیماری در بالغین سیر کندی دارد و تدریجی است.
اگر هیپوتیروئیدی در دوران نوزادی به سرعت تشخیص و درمان نشود ممکن است عقب‌ماندگی رشد جسمی یا آسیب ذهنی (کرتینیسم) اتفاق بیفتد. معروفترین علامت هیپوتیروئیدی در نوزادی بزرگی زبان، هیپوتونی (کم بودن فعالیت و تحرک) و دیر بسته شدن فونتانلها (ملاج سر) است.

## کم‌کاری مادرزادی تیروئید در نوزادان
کم‌کاری مادرزادی تیروئید در نوزادان می‌تواند باعث ایجاد عقب‌ماندگی‌های ذهنی شود. در صورتی که این عقب‌ماندگی ایجاد شود، دیگر قابل درمان نخواهد بود. امروزه در بیشتر کشورهای پیشرفته، برای تشخیص زودرس کم‌کاری مادرزادی تیروئید، برنامهٔ غربالگری در نوزادان اجرا می‌شود. این کار از طریق گرفتن چند قطره خون از پاشنه پای نوزاد، در فاصله روزهای سوم تا پنجم تولد انجام می‌شود.
در صورتی که کم‌کاری مادرزادی تیروئید، تشخیص داده نشود می‌تواند عوارض زیر را ایجاد کند :
- عقب‌ماندگی ذهنی
- کوتاهی قد
- ناشنوایی
- لالی
- بعضی از بیماری‌های مغزی و عصبی

## علت‌های ایجادکننده بیماری
- هیپوتیروئیدی اولیه
- برداشتن تیروئید با جراحی (مثلاً در گواتر شدید یا سرطان تیروئید)
- کمبود ید، که در این مورد غده تیروئید بزرگ می‌شود (گواتر)
- استفاده از ید رادیواکتیو یا داروهای ضد تیروئید برای درمان سایر بیماری‌های تیروئید
- مصرف داروهایی مانند لیتیوم
- دوز بالای ید و آمیودارون
- التهاب تیروئیدی تحت حاد
- هیپوتیروئیدی خود ایمنی (تیروئیدیت هاشیموتو)
- هیپوتیروئیدی ثانویه، که ناشی از کم‌کاری هیپوفیز است.
- کمبود ویتامین B12، تیروئید برای حفظ عملکرد صحیح خود در بدن نیاز به چندین ماده دارد که یکی از آن ها ویتامین B12 است. در صورت عدم وجود B12 کافی در بدن، غده تیروئید به اندازه کافی هورمون تولید نمی‌کند، و در نتیجه کم کاری تیروئید به وجود می آید.

## عوارض ابتلا به بیماری
تیروئید کم کار درمان نشده می‌تواند باعث سایر مشکلات از جمله:
- گواتر (بزرگ شدن غده تیروئید).[۲]
- بیماری‌های قلبی(تامپوناد پریکاردی).[۲]
- مشکلات روحی روانی.[۲]
- نوروپاتی محیطی.[۲]
- ناباروری.[۲]
- نقص‌های مادرزادی.[۲]

## تشخیص و درمان
تشخیص قطعی با اندازه‌گیری سطح هورمون‌های تیروئید در خون است. بیمار هیپوتیروئیدی با TSH بالا و FreeT4 پایین تشخیص داده می‌شود. برای تشخیص دقیق‌تر سطح TSH خون نیز اندازه‌گیری می‌شود. در هیپوتیروئیدی اولیه هیپوفیز در پاسخ به کاهش سطح هورمون‌های تیروئید، مقدار بالایی از TSH را ترشح می‌کند.
درمان معمولاً مصرف مادام‌العمر قرص لووتیروکسین سدیم است که نتایج رضایت بخشی دارد. نیمه عمر لووتیروکسین ٧ روز است و در بافت‌ها به T3 تبدیل می‌شود و سطح مناسبی از T3 که هورمون فعالتریست، ایجاد می‌کند.